# Габор Кираљ
Габор Ференц Кираљ (мађ. Gábor Ferenc Király; 1. април 1976, Сомбатхељ) је бивши мађарски фудбалер, који је играо на позицији голмана.

## Клупска каријера
Кираљ је сениорску каријеру почео у Сомбатхељу, у ком је провео 4 године да би 1997. прешао у Херту. У Херти је у почетку био резервни голман, а онда је након низа од 7 утакмица без победе изабран за првог голмана уместо Кристијана Фидлера у утакмици против Келна, где је Херта победила 1:0 и од тада је Кираљ био први избор. Одиграо је и 10 утакмица за Херту у Лиги шампиона сезоне 1999/00. Међутим, након доласка новог тренера Ханса Мејера, сезоне 2003/04, Кираљ је изгубио место првог голмана и враћен је на клупу, а у првих 11 је враћен Фидлер. После те сезоне Кираљ прелази у Кристал палас. У Кристал паласу је бранио редовно, али је испао из Премијер лиге у Чемпионшип након прве сезоне. Провео је две недеље на позајмици у Вест Хему, где није играо ниједном, а потом у Астон Вили месец дана. Потом се вратио у Кристал палас, где је остао до краја сезоне.
Након Кристал паласа, сезоне 2007/08, прелази у Бернли, такође клуб из Чемпионшипа. Јануара 2009. одлази на позајмицу у Бајер Леверкузен, као замена за повређеног резервног голмана. Сезоне 2009/10. прелази у Минхен 1860, где игра стандардно до 2014. године. Тада је, у сезони 2014/15, после другог меча у Другој Бундеслиги кажњен премештајем у резервни тим, јер се на утакмици сукобио са Уругвајцем Гаријем Кагелмахером. Након тога, Кираљ прелази у Фулам, у ком не игра много, па сезоне 2015/16. се враћа у Сомбатхељ, у коме остаје до краја каријере 2019. године.

## Репрезентативна каријера
Кираљ је за репрезентацију Мађарске дебитовао 25. марта 1998. године против Аустрије. На дебитантској утакмици је након само 7 минута игре одбранио пенал Тонију Полстеру. Након 18 година наступања за репрезентацију играо је на Европском првенству 2016. године. На Европском првенству је оборио рекорд Лотара Матеуса и постао најстарији играч на Европским првенствима, већ на првој утакмици против Аустрије. У осмини финала, у поразу од Белгије, потврдио је свој рекорд са 40 година и 86 дана. Опроштајну утакмицу за репрезентацију је одиграо против Шведске 15. новембра 2016.

## Сива тренерка
Кираљ је током своје каријере био препознатљив по томе што је носио доњи део сиве тренерке. На почетку је носио црну тренерку, али је економ није опрао па је онда почео носити сиву, која му је и доносила срећу. Док је играо у Енглеској и Немачкој пар пута је пробао да носи шортс на утакмици, али није му одговарало.

## Трофеји
Херта Берлин
- Лига куп Немачке: 2001, 2002

Индивидуални
- Фудбалер године у Мађарској (по избору ФСМ): 1998, 2015, 2016
- Фудбалер године у Мађарској (по избору новинара): 1998, 1999, 2000, 2001, 2015